# Liao Fung-te
Liao Fung-te (* um 1951; † 10. Mai 2008 in Taipeh) war ein taiwanischer Politiker der Partei Kuomintang. Er war designierter Innenminister Taiwans.
Liao erwarb einen Ph. D. der Chengchi-Nationaluniversität, arbeitete zunächst als Schriftsteller und veröffentlichte zwei Romane, wovon einer als Fernsehserie verfilmt wurde.
Im Mai 2008 sollte Liao das Amt des Innenministers unter Parteichef Ma Ying-jeou übernehmen. Zehn Tage vor seinem Amtsantritt brach er jedoch beim Dauerlauf mit seiner Frau zusammen. Wiederbelebungsversuche scheiterten. Er starb an einer Herzerkrankung.
Er war verheiratet und hatte zwei Kinder.